# Bryophyta (classification phylogénétique)
Cette page présente un arbre phylogénétique des Bryophyta (Bryophytes, Mousses), c'est-à-dire un cladogramme mettant en lumière les relations de parenté existant entre leurs différents groupes (ou taxa), telles que les dernières analyses reconnues les proposent. Ce n'est qu'une possibilité, et les principaux débats qui subsistent au sein de la communauté scientifique sont brièvement présentés ci-dessous, avant la bibliographie.

## Arbre phylogénétique
Le cladogramme présenté ici ne possède qu'une valeur indicative. Il n'est pas forcément consensuel, et on peut toujours se référer à la bibliographie au bas de l'article.
Le symbole ▲ renvoie à la partie immédiatement supérieure de l'arbre phylogénétique du vivant. Le signe ► renvoie à la classification phylogénétique du groupe considéré. Tout nœud de l'arbre portant plus de deux branches montre une indétermination de la phylogénie interne du groupe considéré.
Les habitudes typographiques des botanistes et des zoologistes sont différentes. Ici, par commodité de lecture, et certains groupes actuels relevant des deux domaines traditionnels, les noms de taxons supérieurs au genre sont tous écrits en caractères droits, les noms de genres ou d'espèces en italiques.
À la suite d'un taxon, sa période d'apparition, quand elle est connue, peut être indiquée suivant la légende suivante :
(Plé) : Pléistocène ; (Pli) : Pliocène ; (Mio) : Miocène ; (Oli) : Oligocène ; (Éoc) : Éocène ; (Pal) : Paléocène ; (Cré) : Crétacé ; (Jur) : Jurassique ; (Tri) : Trias ; (Per) : Permien ; (Car) : Carbonifère ; (Dév) : Dévonien ; (Sil) : Silurien ; (Ord) : Ordovicien ; (Camb) : Cambrien ; (Edi) : Édiacarien. Pour plus de précision si possible, (-) : inférieur ; (~) : moyen ; (+) : supérieur.

```
▲

└─o 
Bryophyta

  ├─o
  │ ├─o 
Takakiales

  │ └─o 
Sphagnales

  └─o
    ├─o 
Andreaeopsida

    │ ├─o 
Andreaeobryales

    │ └─o 
Andreaeales

    └─o 
Bryopsida

      ├─o 
Oedipodiaceae

      └─o
        ├─o 
Polytrichales

        └─o
          ├─o 
Tetraphidaceae

          └─o
            ├─o 
Buxbaumiaceae

            └─o
              ├─o 
Diphysciales

              └─o
                ├─o 
Funariidae

                │ ├─o 
Timmiales

                │ └─o
                │   ├─o 
Encalyptales

                │   └─o 
Funariales

                └─o
                  ├─o 
Dicranidae

                  │ ├─o
                  │ │ ├─o 
Archidiales

                  │ │ ├─o 
Scouleriales

                  │ │ └─o 
Grimmiales

                  │ └─o
                  │   ├─o 
Bryoxiphiales

                  │   ├─o 
Pottiales

                  │   └─o 
Dicranales

                  └─o 
Bryidae

                    ├─o 
Hedwigiales

                    └─o 
Bryales

                      └─o
                        ├─o
                        │ ├─o 
Orthodontiales

                        │ └─o
                        │   ├─o 
Aulacomniales

                        │   └─o 
Rhizogoniales

                        └─o
                          ├─o
                          │ ├─o 
Orthotrichales

                          │ └─o 
Splachnales

                          └─o
                            ├─o 
Hypnodendrales

                            └─o
                              ├─o 
Ptychomniales

                              └─o 
Hypnanae

                                ├─o 
Hookeriales

                                └─o 
Hypnales
```

Bryophyta (région de Seattle, USA)
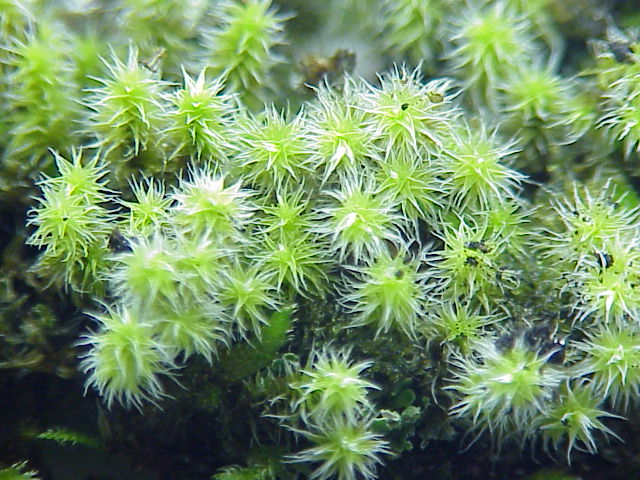
Racomitrium canescens (Orthotrichaceae)
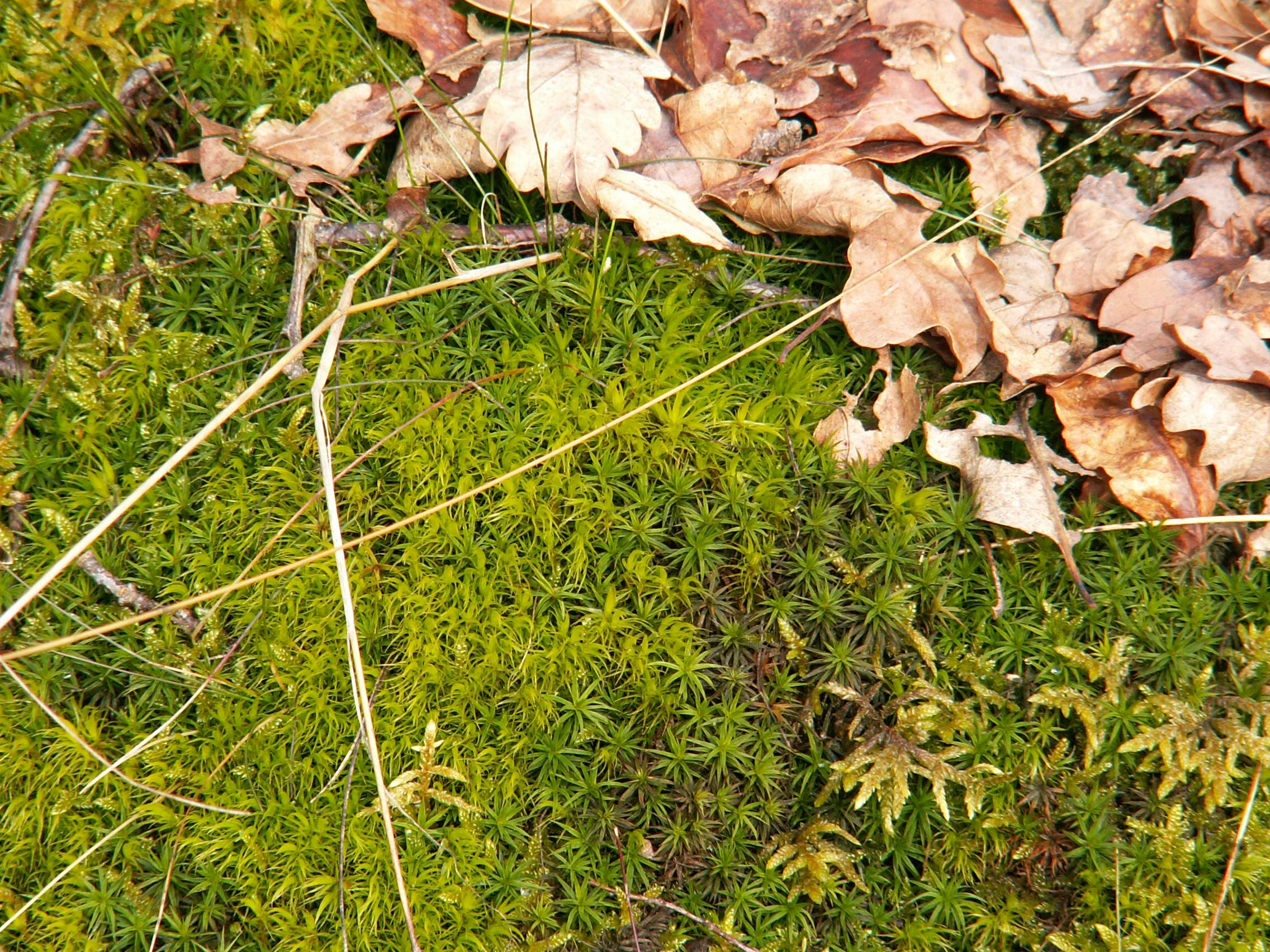
Hypnum cupressiforme (Hypnaceae) (à gauche), Dicranum scoparium (Dicranaceae) (au centre), Polytrichum formosum (Polytrichaceae) et Pleurozium schreberi (Hylocomiaceae) (à droite)
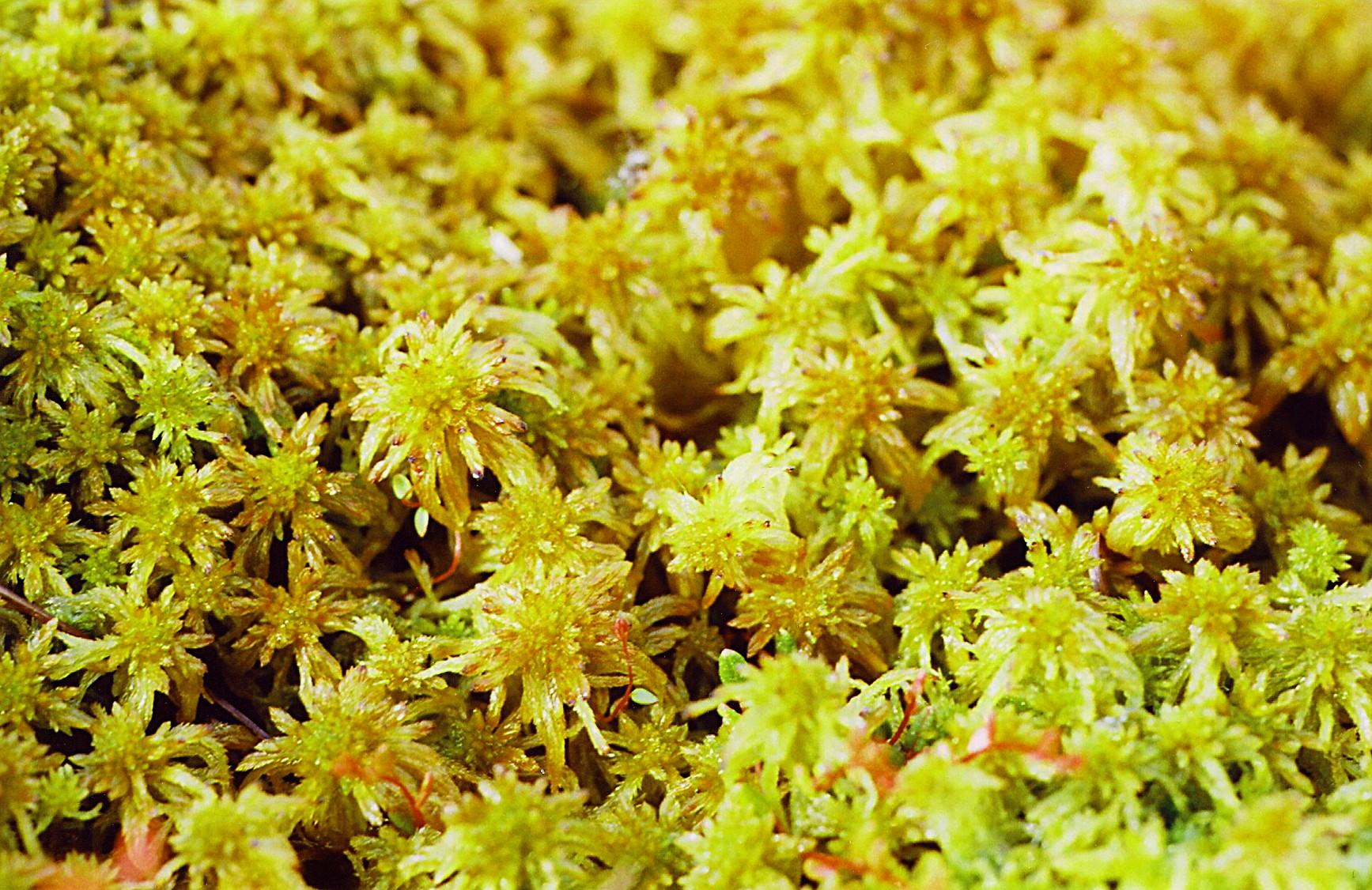
Sphagnum fallax (Sphagnaceae), Allemagne
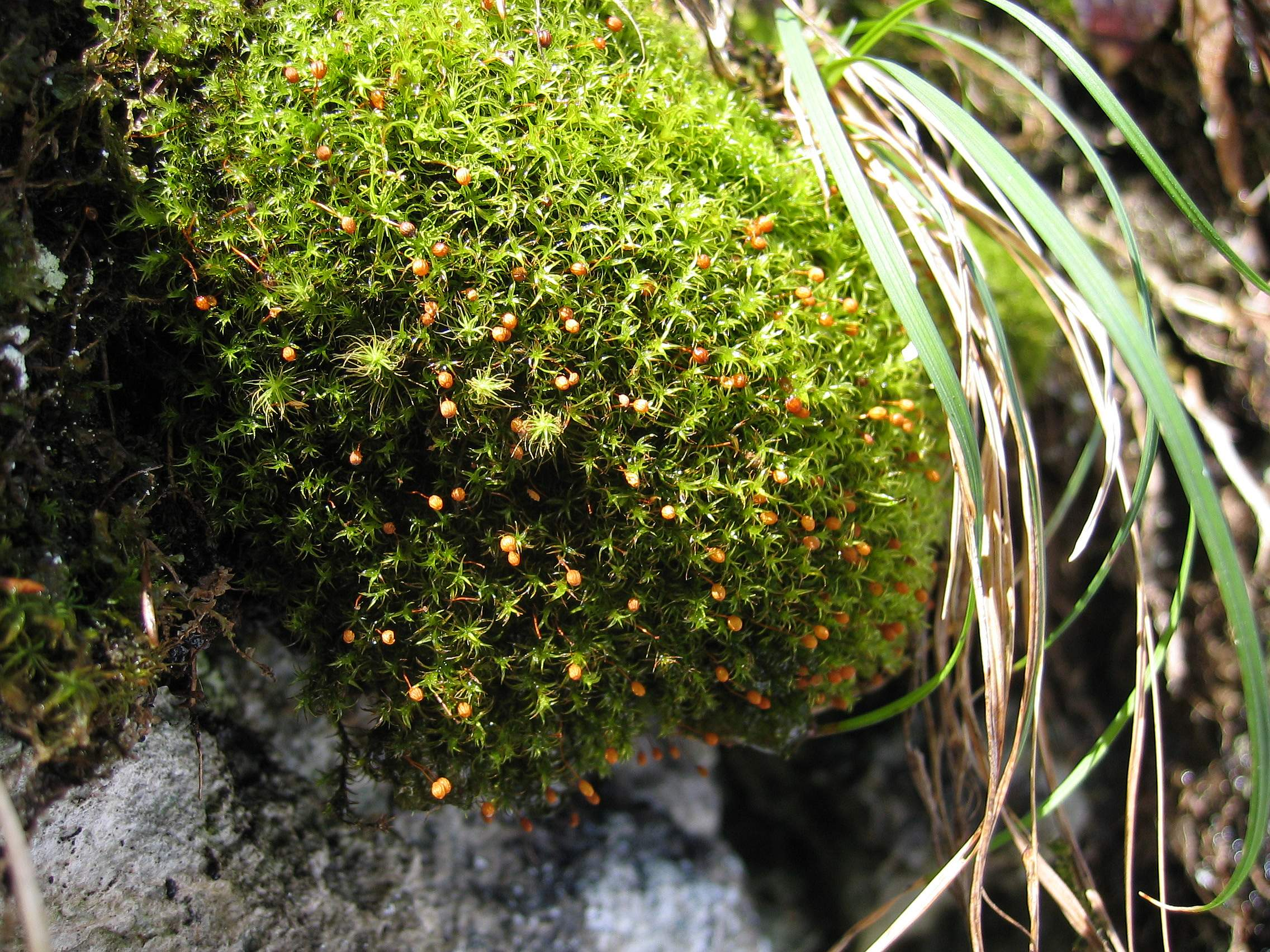
Plagiopus oederianus (Bartramiaceae) en Autriche
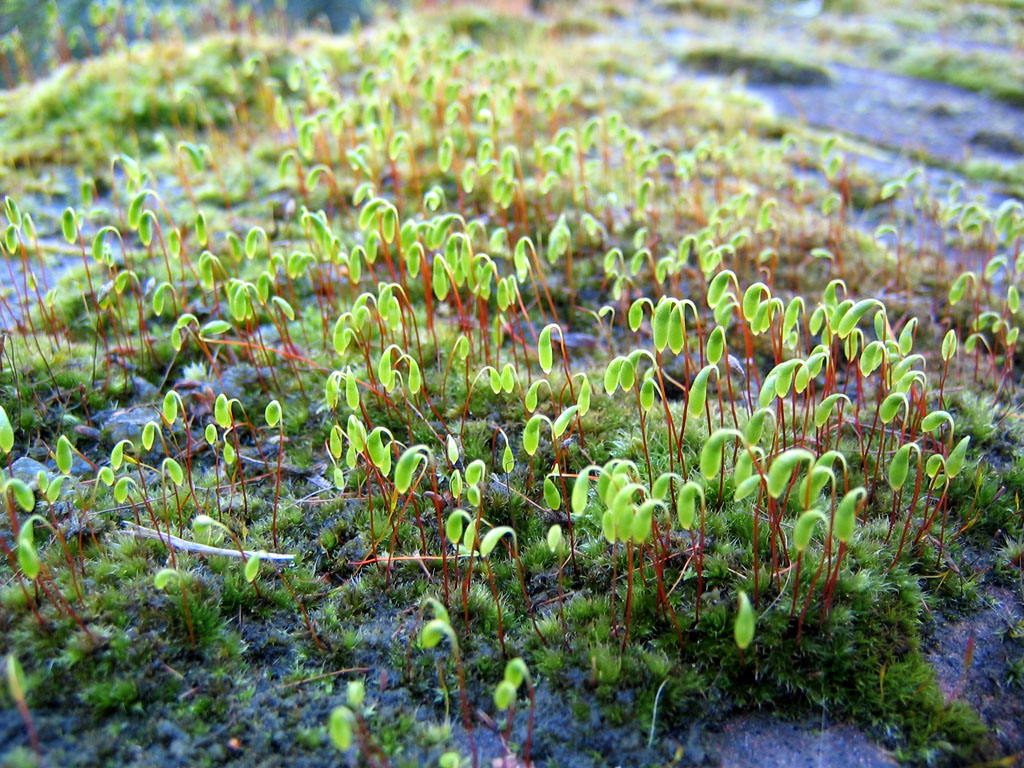
Bryophyta (Urbana, USA)
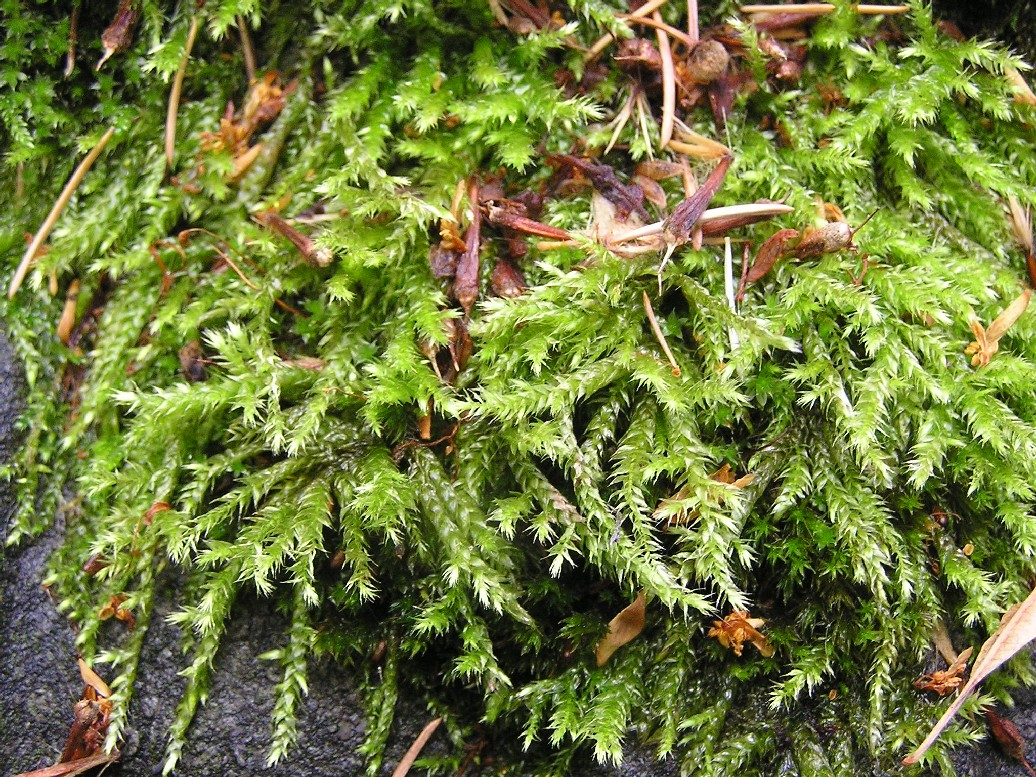
Brachythecium rutabulum (Brachytheciaceae), région de Bonn (Allemagne)
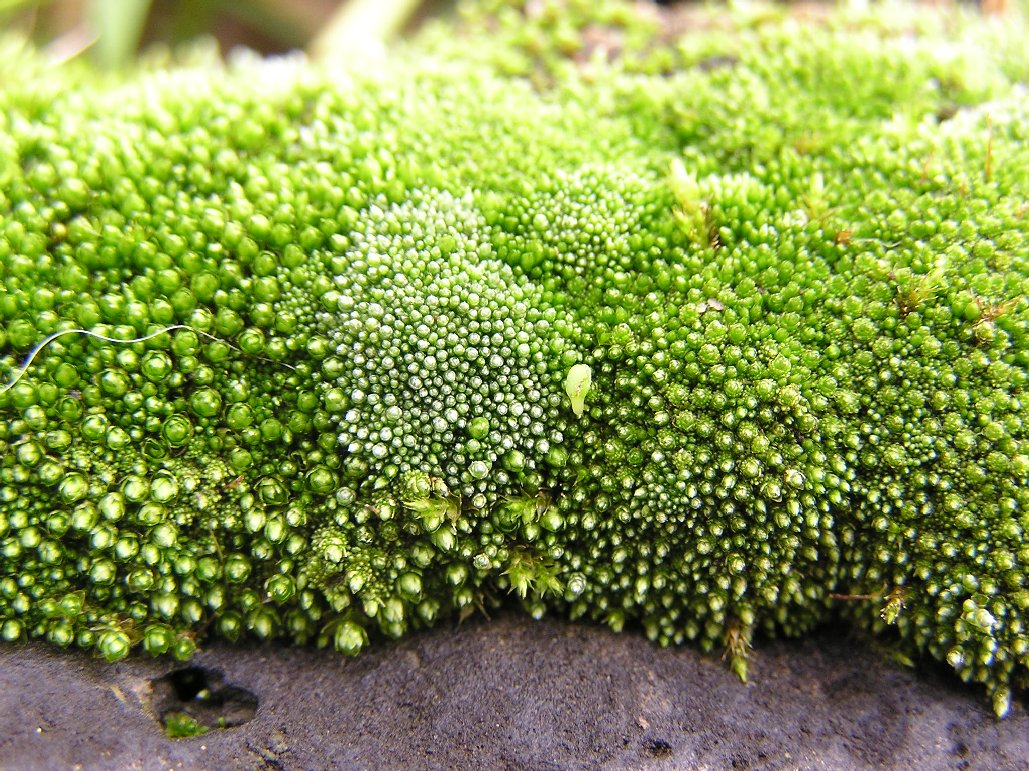
Bryum argenteum et Bryum capillare (Bryaceae), région de Bonn (Allemagne)
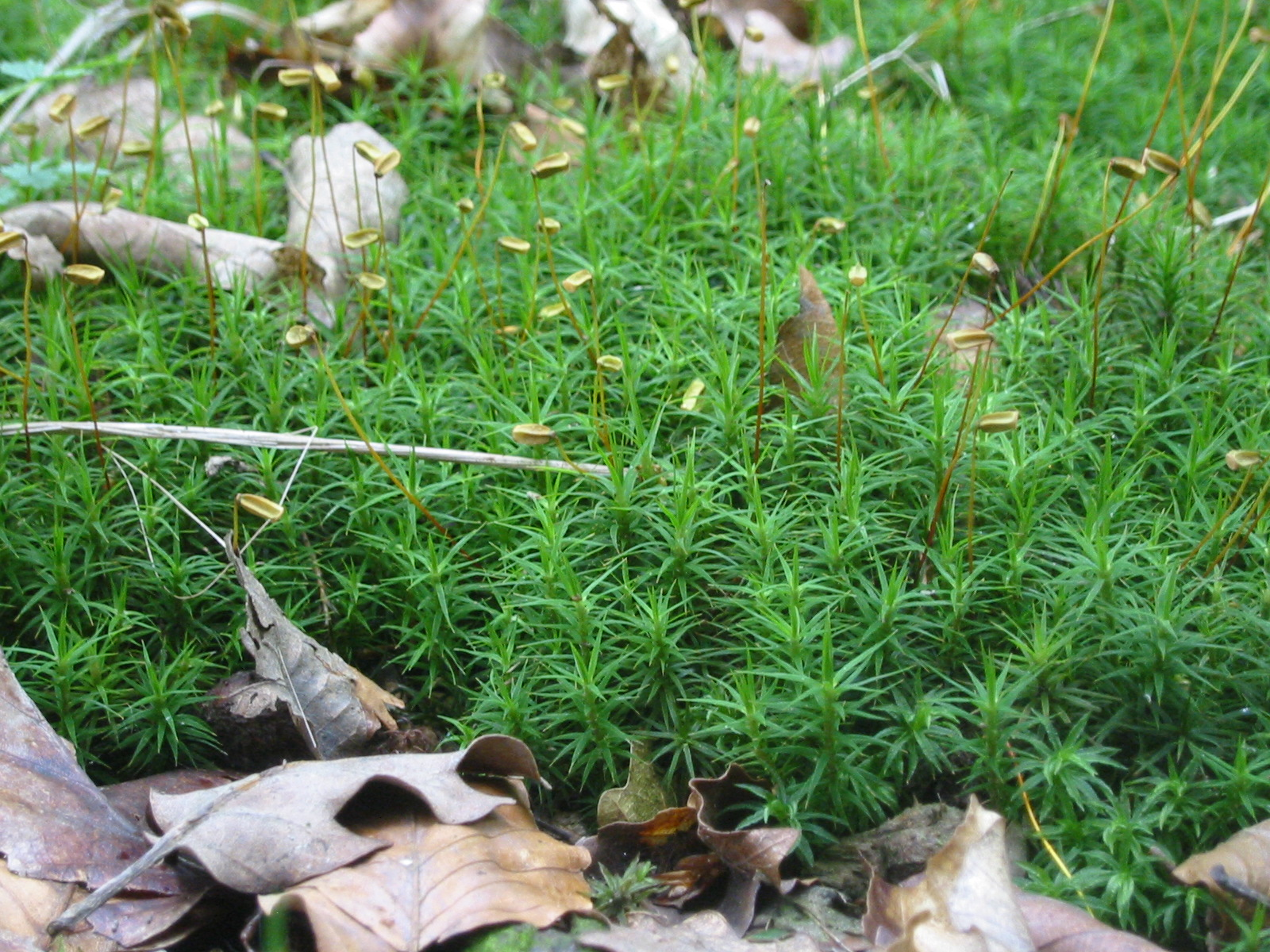
Polytrichum formosum (Polytrichaceae), Belgique
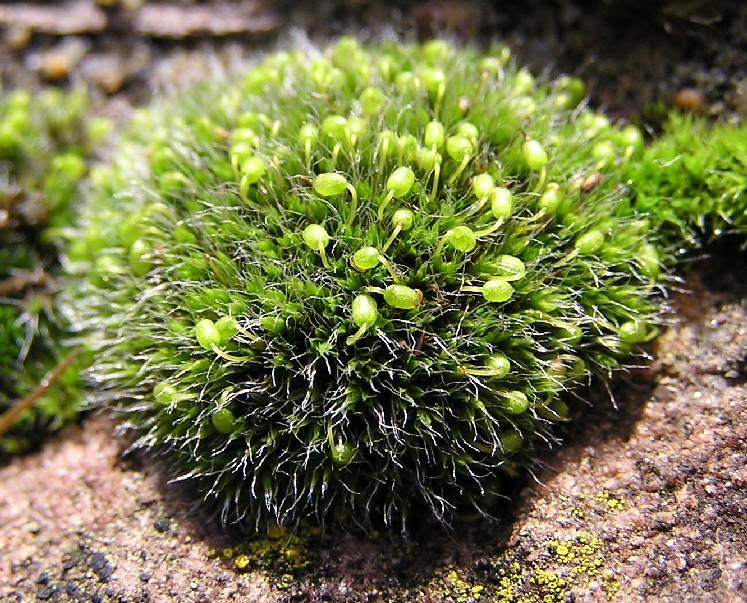
Grimmia pulvinata (Grimmiaceae)

## En savoir plus

### Sources bibliographiques de référence
- (en) Neil E. Bell, Dietmar Quandt, Terry J. O'Brien et Angela E. Newton (2007) « Taxonomy and phylogeny in the earliest diverging pleurocarps: square holes and bifurcating pegs », The Bryologist 110 (3), pp. 533–560
- Yin-Long Qiu et al. (2006) « The deepest divergences in land plants inferred from phylogenomic evidence », PNAS 103 (42), pp. 15511-15516
- Neil E. Bell et Angela E. Newton (2005) « The Paraphyly of Hypnodendron and the Phylogeny of Related Non-Hypnanaean Pleurocarpous Mosses Inferred from Chloroplast and Mitochondrial Sequence Data », Systematic Botany 30 (1), pp. 34–51
- Jonathan Shaw et Karen Renzaglia (2004) « Phylogeny and diversification of Bryophytes », American Journal of Botany 91 (10), pp. 1557–1581